# Crises (mitologia)

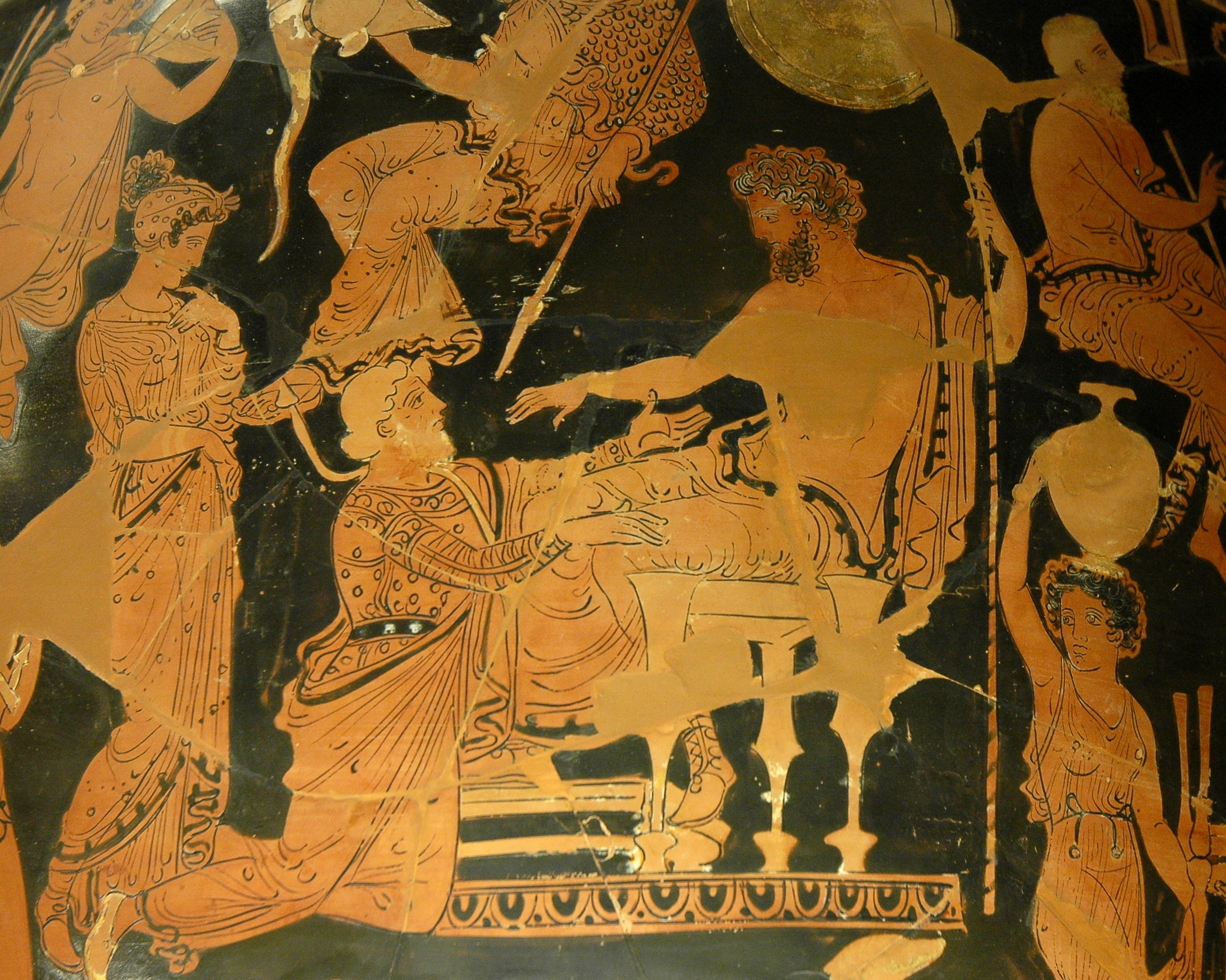
Crises tentando pagar o resgate de sua filha, Criseide, a Agamenon. Cratera em cerâmica vermelha da Apúlia, de autoria do "Pintor de Atenas 1714" (c. 360-350 a.C.) - Museu do Louvre, Paris.

Crises (em grego: Χρύσης, transl. Khrýsēs) era, na mitologia grega, sacerdote do deus Apolo em Crise, aldeia próxima à cidade de Troia. Ele e Briseu, pai de Briseida, seriam filhos de um homem chamado Árdis, sobre o qual nada se conhece. Durante a Guerra de Troia (porém antes das ações narradas na Ilíada de Homero) Agamenon capturou sua filha Criseida (Astínome), como espólio de guerra, e recusou-se a aceitar um pagamento de resgate oferecido por Crises em troca de sua liberdade. Somente após uma praga, enviada por Apolo, abater-se sobre as tropas gregas, é que Agamenon viu-se forçado a devolver Criseide para terminar o sofrimento de seus companheiros. O significado das ações de Agamenon não está no fato de que ele a raptou, pois tais raptos eram comuns no mundo grego, mas sim no fato de que ele se recusou a libertá-la, mesmo após o pedido de seu pai.